# Mikuláš (opera)
Mikuláš je komická opera o dvou jednáních českého skladatele Josefa Richarda Rozkošného na libreto Karla Sabiny vzniklá v letech 1868–69. Premiéru měla 5. prosince 1870 v pražském Prozatímním divadle.

## Vznik a historie díla
Josef Richard Rozkošný patří spolu s Bedřichem Smetanou, Karlem Šeborem, Karlem Bendlem nebo Vilémem Blodkem mezi české skladatele, jejichž pozornost se obrátila k opeře v prvních letech fungování Prozatímního divadla. Již roku 1855 se sice pokusil o jednoaktovku na německý text Ave Maria, ta však byla provedena pouze soukromě. Až do zralého věku 37 let se věnoval se spíše klavírním a vokálním skladbám salónního charakteru. Teprve úspěch zejména Smetanovy Prodané nevěsty a Blodkovy V studni v něm probudil touhu prosadit se v tomto nadějném žánru vesnické komické opery a od libretisty obou těchto děl, Karla Sabiny, si vyžádal libreto ve stejném stylu. Sabina mu dodal text, který sice trpěl prozodickými a dramatickými nedostatky jako ostatní Sabinovy práce a rozvíjel v podstatě týž námět jako V studni (vdovec se uchází o mladou dívku, s čímž si ani její skutečný milý neví rady, ale je obelstěn zásahem rozumnější postavy nakloněné mladému páru), přesto jej lze označit za obratně koncipovaný.
Premiéra se konala příhodně v předvečer svátku svatého Mikuláše, neboť zvyky spojené s tradičním „chozením mikulášem“ tvoří folklorní pozadí děje. Drobná komická opera (označovaná též jako opereta) měla „eklatantní“ úspěch, skladatel i jednotliví účinkující byli vyvoláváni.
Závislost Rozkošného na jeho bezprostředních vzorech, jež se projevila v dramatickém i hudebním zpracování, sice obecenstvu ani kritice neunikla, ale vynalézavé a hravé melodie prostého lidového rázu a živé rytmy přispěly k prvotnímu úspěchu díla. Hudební listy je přivítaly slovy: „V skladateli Rozkošném lze nám vítati rozhodný talent na poli skladby operní a sice, jak se zdá, speciálně na poli opery komické.“ Na rozdíl od vokálních děl neměl Rozkošný mnoho zkušenosti s psaním pro orchestr, a proto instrumentace pokulhávala za zpěvní složkou (ve svých následujících operách proto v instrumentaci vydatně využil pomoci svého přítele Karla Šebora). Rovněž se projevovala celkově ryze hudební kompoziční technika, jíž chyběl smysl pro jeviště i výraznější charakteristika postav. Dobová kritika Rozkošnému přiznala vlastnosti „rutinovaného dramatika“ a „vzdělaného instrumentátora“, ba dokonce „přítele polyfonního stylu a tematické práce vůbec“, ačkoli právě v těchto oblastech byly později shledávány jeho slabosti, jež se však projevily především ve vážných operách. Účinkujícím vyhovovala lehkost a zpěvnost jeho melodií; sólový zpěv není nikdy přehlušován orchestrem, často naopak zaznívá a cappella nebo s jediným obligátním nástrojem. Jeho melodie byly označovány jako líbivé a vtíravé, prostou strukturou blízké lidové písni, dosahující účinku spíše vhodným opakováním než rozvíjením hudební myšlenky. Rozkošný zde používá rovněž střídmě techniku příznačných motivů. Mezi nejzdařilejší čísla patřily tercet v prvním jednání a sbor přadlen ve druhém. Celkově považovala kritika
K příznivému přijetí prvních představení značně přispěl představitel titulní role Karel Čech jejím ušlechtile komickým ztvárněním, i když mohla svádět k drastické grotesce. Přesto se Mikuláši nepodařilo na scéně v konkurenci oper Smetanových, Blodkových a později Dvořákových trvale zakotvit. První inscenace v Prozatímním divadle dosáhla osmi repríz; vícekrát nebyl Mikuláš hrán ani zde, ani později v Národním divadle. Další profesionální inscenace vypravila obě zbývající stálá česká divadla, Národní divadlo Brno (roku 1888) a Městské divadlo v Plzni.
Libreto bylo vydáno tiskem k premiéře roku 1870. Dále byly vydány směs melodií z opery pro dvouruční klavír (upravil Jean Schindler, bez datace) a předehra v úpravě pro čtyřruční klavír (úprava Em. Wetzler, bez datace). Autograf partitury se nachází v archivu Pražské konzervatoře.

## Osoby a první obsazení
| osoba                                                | hlasový obor | premiéra (5. 12. 1870) |
| ---------------------------------------------------- | ------------ | ---------------------- |
| Paní Majdalena, vdova                                | alt          | Betty Hanušová         |
| Anežka, její dcera                                   | soprán       | Anna Kupková           |
| Mikuláš, soused a vdovec                             | bas          | Karel Čech             |
| Václav, starší písař                                 | baryton      | Jan Novák              |
| Vilém, mladší písař                                  | tenor        | Jan Ludevít Lukes      |
| Dívky a hoši ze vsi                                  |              |                        |
| Dirigent: Adolf Čech, režisér: František Karel Kolár |              |                        |

## Děj opery
Čas nynější, večer před Mikulášem.

### 1. dějství

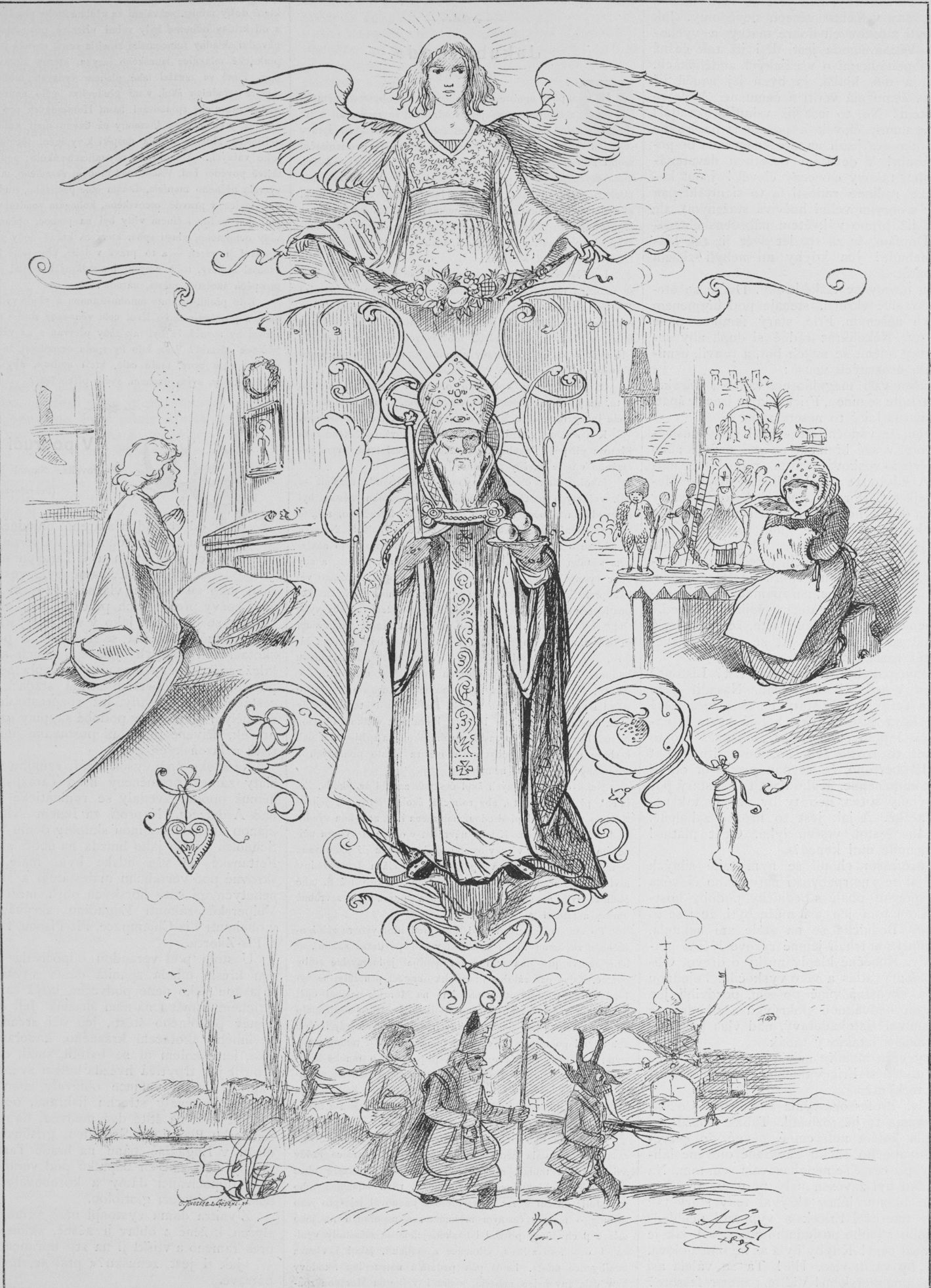
Svatý Mikuláš a chození Mikulášem. Kresba Mikoláše Alše z roku 1885.

(Nablízku statku paní Majdaleny) Je zima, pozdní večer. Zamilovaný Vilém a jeho druh Václav dorazili na místo, kde si Vilém smluvil dostaveníčko se svou milou Anežkou, dcerou vdovy Majdaleny z blízkého statku. Vilém překypuje milostnou touhou, netrpělivě čeká na Anežku a hrozí se, že by jej mohla odmítnout pro jiného. Václavovi je takové romantické blouznění k smíchu. Prozrazuje Vilémovi, že jeho sokem v lásce je vdovec Mikuláš, který má oproti Vilémovi alespoň tolik kuráže, že dnes hodlá požádat o Anežčinu ruku. Vilém propadá zoufalství a hrozí, že se zastřelí u Anežčiných vrat. To Václav považoval za jedno možné řešení, ale nabízí alternativu: lest. Dnes jej negramotný Mikuláš žádal, aby jeho jménem napsal milostný dopis Anežce se žádostí o setkání. Václav to udělal, ale adresoval list její matce (scéna a duet Oh, že tak dlouho nejde"… Citlivá láska horuje… Oh je to, je to bída).
Přichází Anežka. Vilémův dopis ji poněkud rozladil náznaky žárlivosti a nedůvěry, ale přesto jej miluje. Když se Vilém objeví, chová se k němu nejprve odměřeně, ale jeho vypjatá láska ji brzy strhne. Václav je musí v nejlepším přerušit; někdo přichází, musí se všichni schovat (zpěv Anežky Dnes psal mi, jak mne miluje, duet Anežko, hvězdo má--- Láska bez věrnosti a tercet Mně nebe se otevřelo).
Mikuláš se dostavil na schůzku. Tma a zima mu sice nejsou po chuti, ale pro lásku je ochoten trpět (árie Hu, jaká to zima je dnes… Však, Mikuláši, přec rozum měj). Brzy přichází paní Majdalena. Mikuláš ve tmě považuje zachumlanou ženskou postavu za svou vyvolenou. A jeho protějšek nabídku k sňatku nadšeně přijímá a stvrzuje polibkem. Ještě dnes večer nechť přijde pan Mikuláš do statku, kde jsou zrovna přástky, aby před lidmi svůj svazek veřejně oznámili (duet Je zde pan Mikuláš?). Krátké setkání je brzy u konce a Mikuláš je sám překvapen, jak hladce proběhlo (zpěv Aj to to šlo rychle).
Vystupuje Václav. Mikuláš mu vypráví, jak vše proběhlo, a Václav mu radí, jak se u nevěsty dobře uvést. Dnes se chodí Mikulášem, a když přijde soused na statek v přestrojení za anděla s nějakým drobným dárkem, jistě se jí dvojnásob zalíbí. Václav sám bude dělat čerta a za „Mikuláše“ může jít třeba Vilém. Mikuláš je nápadem nadšen (duet No, je všecko v pořádku… Dnes se chodí Mikulášem a tercet – s ukrytým Vilémem – Hoj to bude sláva).

### 2. dějství
(Síň u paní Majdaleny) Na statku shromážděné dívky předou len, hoši přihlížejí (sbor Přede dívka, přede len). Paní Majdalena se neudrží a naznačuje, že se bude brzy vdávat. Nikdo není překvapenější než Anežka, ale když se dozví, že její budoucí otčím má být soused Mikuláš, matce to štěstí ze srdce přeje. Tu se ozve rachot čertovských řetězů a vstupuje „Mikuláš“ se svým průvodem (tercet Přichází k vám sem Mikuláš). Zejména Mikuláš v roli anděla budí pobavené nadšení (sbor Hle, totě soused náš). Andílek (tj. Mikuláš) i Mikuláš (tj. Vilém) se začnou totožnými slovy dvořit Anežce, což Majdalena, popichovaná čertem-Václavem, nese čím dál neliběji (tercet Tys ze všech nejhodnější). Vidouc svou blamáž, vdova zasahuje: jak že se to soused chová? Před chvílí jí sliboval sňatek, posílal jí milostné psaníčko a hubičkoval ji, a teď o tom nechce vědět a ještě žádá o ruku její dcery! Zmatený Mikuláš nechápe, ale vidí, že se situace vyvíjí v jeho neprospěch (kvartet Aj, andělíčku, utíkej). Václav kárá oba pošetilé zástupce starší generace (zpěv Ach, ubohý ty andělíčku) a na jeho radu, podporovanou přítomnými sousedy, dává Majdalena svolení k sňatku Viléma s Anežkou, Zato Mikuláš se před svazkem s paní domu zachraňuje útěkem. Večer zakončuje mikulášské veselí (sbor Teď každý svou chytej).